# Filadelfo Insolera
Filadelfo Insolera (Lentini, 29 februari 1880 – Milaan, 1 oktober 1955) was een hoogleraar wiskunde aan de universiteit van Turijn, in het koninkrijk Italië en nadien republiek Italië. Zijn interessedomein was financiële statistiek en macro-economische berekeningen.

## Levensloop
Insolera was de oudste van de vijf zonen van Rosario Insolera en Carmelo Greco, een kleermakersechtpaar. Ze woonden in Lentini op Sicilië. Omwille van zijn voortgezette studies verhuisde het gezin van Lentini naar Catanië. Wiskunde studeerde Insolera vervolgens aan de Sapienza Universiteit in Rome. Hij studeerde af in 1902. Hij bleef aan zijn alma mater dankzij een onderzoeksbeurs bij de professoren Vito Volterra en Guido Castelnuovo, waar hij zich toelegde op statistiek. Insolera werd bevorderd tot onderzoeksassistent bij professor Tullio Bagni, een specialist in financiële rekenkunde en boekhouding in Rome. Via zijn mentor Bagni werd Insolera benoemd tot directeur Boekhouding van de Sociale Zekerheid in Rome (circa 1910).
In 1914 verliet Insolera Rome. Hij verwierf de leerstoel financiële statistiek in Turijn; hij werd gewoon hoogleraar aan het Hoger Instituut voor Economische en Commerciële Wetenschappen. Van 1927 tot 1929, onder fascistisch bewind, was Insolera directeur van dit instituut.
Insolera huwde met een oud-studente van hem, Maria Luisa Mazzetta. Het echtpaar had drie kinderen.
Van 1914 tot zijn emeritaat in 1950 was Insolera actief in Turijn, met uitzondering van de jaren 1932-1934. In deze twee jaren verbleef het gezin in Rome. Insolera werkte er voor het Ministerie van Sociale Voorzorg. Na zijn emeritaat (1950) verhuisde Insolera naar Rome.
Insolera overleed in Milaan toen hij er was als examinator aan het Technisch Instituut San Carlo (1955).

## Werk
Insolera’s onderzoek in financiële statistiek en macro-economische berekeningen leidde naar 105 publicaties. Quasi alle publicaties zijn terug te vinden in de Giornale di Matematica Finanziaria. Dit tijdschrift had hijzelf in 1919 gelanceerd, samen met Salvatore Ortu-Carboni. Het tijdschrift was uitgegeven in Turijn.
Daarnaast schreef hij handboeken zoals onder meer Lezioni di Statististica Metodologica (1921), Corso di Matematica Finanziaria (1923), Complementi di Matematiche Generali (1924), Trattato di Scienza Attuariale, in drie delen: Teorica della Sopravvivenza (1947), Teorica  della Capitalizzazione (1949) en Teorica dell’Ammortamento (1950). Dit laatste drieledig werk vond weerklank bij Franse economisten.